# Bahnhof Islands Brygge
Islands Brygge ist eine unterirdische U-Bahn-Station in der dänischen Hauptstadt Kopenhagen, im Norden des Stadtteils Ørestad. Die Station wird von der Linie M1 des Kopenhagener U-Bahn-Systems bedient. Sie liegt in unmittelbarer Nähe der Humanistischen Fakultät der Universität Kopenhagen und des Hafenparks.
Die Station wurde am 19. Oktober 2002 für den neu erbauten U-Bahn-Abschnitt Vestamager–Nørreport eröffnet. Es bestehen Umsteigemöglichkeiten zu diversen Buslinien.